# 볼프강 (바덴뷔르템베르크주)

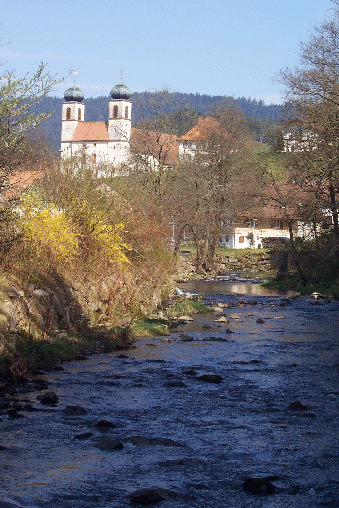
볼프강

볼프강(독일어: Wolf)은 독일 바덴뷔르템베르크주를 흐르는 강이다. 바드리폴트사우샤프바흐를 통과하여 볼파흐의 킨치히강으로 흐른다.
지류 중 하나는 독일에서 가장 높은 자유 낙하 폭포 중 하나인 부르크바흐 폭포 위로 흐른다.